# Квинт Фабий Максим Сервилиан
Квинт Фабий Максим Сервилиан (лат. Quintus Fabius Maximus Servilianus; умер после 140 года до н. э.) — древнеримский политический деятель, военачальник и писатель из патрицианского рода Фабиев, консул 142 года до н. э. По рождению был Сервилием, но был усыновлён Квинтом Фабием Максимом. Не позже 145 года до н. э. занимал должность претора. По истечении срока консулата стал наместником Дальней Испании с полномочиями проконсула и принял участие в Лузитанской войне. Действовал против Вириата с переменным успехом; после очередного поражения согласился на мир, по которому признал лузитанов «друзьями и союзниками римского народа» (140 год до н. э.). Преемник Максима Сервилиана в провинции, его родной брат Квинт Сервилий Цепион, добился денонсации этого договора и возобновления войны.
Квинт Фабий был членом коллегии понтификов и писателем: в источниках упоминается его труд по сакральному праву, состоявший из как минимум двенадцати книг.

## Биография

### Происхождение
Квинт Фабий принадлежал по рождению к знатному патрицианскому роду Сервилиев, одному из шести родов, происходивших из Альба-Лонги. Первый носитель когномена Цепион получил консульство в 253 году до н. э., и в дальнейшем представители этой ветви рода регулярно занимали высшие магистратуры.
Квинт был старшим из трёх сыновей Гнея Сервилия Цепиона, консула 169 года до н. э. Его младшими братьями были Гней и Квинт Сервилии Цепионы, консулы 141 и 140 годов до н. э. соответственно (трое братьев были консулами три года подряд, что стало уникальным достижением для Римской республики). Гней-старший отдал своего первого сына на усыновление в другую патрицианскую семью — Фабиям, Квинту Фабию Максиму, который был, согласно предположениям исследователей, внуком Квинта Фабия Максима Кунктатора. Сводным братом Максима Сервилиана стал Квинт Фабий Максим Эмилиан, по крови сын Луция Эмилия Павла Македонского и брат Публия Корнелия Сципиона Эмилиана.

### Начало карьеры
Первое упоминание Квинта Фабия в источниках может относиться к 150 году до н. э. Именно в этом году, согласно Валерию Максиму, сенатор по имени Квинт Фабий Максим получил от консулов строгое порицание из-за того, что разгласил тайное сенатское постановление об объявлении войны Карфагену. Он встретил на пути домой Публия Лициния Красса и рассказал ему о том, что обсуждалось в тот день; Квинт Фабий не знал, что Красс, хотя и был квестором тремя годами ранее, ещё не стал сенатором. Консулы признали оплошность Фабия «честной», но всё же выступили с порицанием. Этот Квинт Фабий может быть отождествлён как с Квинтом Фабием Максимом Сервилианом, так и с Квинтом Фабием Максимом Эмилианом.
Исходя из даты консулата и содержания закона Виллия, Квинт должен был не позже 145 года до н. э. занимать претуру. В 142 году до н. э. он стал консулом совместно с плебеем Луцием Цецилием Метеллом Кальвом. В историографии существует предположение, что между двумя знатными родами — Цецилиев и Сервилиев — в эту эпоху существовали устойчивые связи, и что представители этих двух семей, включая Максима Сервилиана, возглавляли «аристократическую корпорацию» в сенате. Поэтому Максим и Метелл Кальв, возможно, заключили полюбовное соглашение относительно распределения провинций. В Дальнюю Испанию, где шла масштабная война против лузитанов, возглавляемых Вириатом, отправился Луций Цецилий.
В Риме в консульский год Максима Сервилиана вспыхнула эпидемия чумы. Военные действия в Испании, по-видимому, шли в целом неудачно, и поэтому в 141 году до н. э. в провинцию снова нужно было отправлять полководца с консульскими полномочиями. Одним из двух новых консулов был родной брат Квинта Фабия Гней, который, несмотря на внутрисемейное соперничество, уступил ему командование. Максим Сервилиан отправился в Дальнюю Испанию в качестве проконсула.

### В Испании
В 141 году до н. э. в Италии шёл только один воинский набор, для Квинта Фабия, так что проконсул смог без проблем собрать достаточно серьёзные силы — два римских легиона со вспомогательными отрядами соответствующей численности. Это были 18 тысяч пехотинцев и 1600 всадников; кроме того, царь Нумидии Миципса должен был прислать боевых слонов. Прибыв в провинцию, Квинт Фабий двинулся с частью армии на помощь осаждённому лузитанами городу Итукка. Осада была снята, но Вириат с 6 тысячами воинов атаковал римлян на марше — «с криком и шумом, как всегда делают варвары, с длинными волосами, которыми они, распустив их, потрясают в бою для устрашения врагов». Максим Сервилиан отбил эту атаку, а вскоре из Нумидии к нему прибыли 10 слонов и 300 всадников.
Собрав все силы, Квинт Фабий дал врагу большое сражение. Лузитаны сначала обратились в бегство, но, увидев, что боевые порядки римлян при преследовании расстроились, контратаковали; в результате победа превратилась для проконсула в поражение. Его воины, потеряв 3 тысячи человек убитыми, бежали в лагерь и там попрятались по палаткам, отказываясь выходить. Заставить их продолжать бой удалось только с большим трудом; при этом отличился военный трибун Гай Фанний. От уничтожения римскую армию спасло только наступление ночи. В дальнейшем из-за активных действий лёгкой конницы противника Квинт Фабий был вынужден отступить к Итукке.
Вириат, солкнувшись с нехваткой продовольствия, ушёл в Лузитанию, так что конечный итог этих боевых действий оказался более благоприятным для Рима. Тогда Квинт Фабий двинулся в Бетурию (северо-западную часть современной Андалусии), где взял и разграбил пять городов, поддерживавших врага. Оттуда он хотел вторгнуться в Лузитанию, но в пути был атакован 10-тысячным отрядом, которым командовали Курий и Апулей (судя по именам, это были жители провинции). Римское войско «пришло в беспорядок» и потеряло добычу, которая, правда, немного позже была снова отбита. По-видимому, это событие заставило проконсула изменить планы: он решил первым делом навести порядок в провинции. Квинт Фабий взял города Эскадия, Гемелла и Обулкула в Бетике и захватил 10 тысяч пленных, 500 из которых приказал обезглавить, а остальных продал в рабство. Командир трёхтысячного отряда «разбойников» Коннаб сдался ему и за это получил пощаду, а всем его воинам отрубили руки.

Квинт Фабий Максим, желая ослабить и сокрушить дух воинственного народа, заставил свою милосерднейшую природу обрести строгость и даже жестокость, оставив на время добросердечие...И вот эти отделённые от тел руки, разбросанные на окровавленной земле, действительно явились грозным предупреждением.
— Валерий Максим. Достопамятные деяния и изречения, II, 7, 11.
Одержав эти победы, Квинт Фабий разместил свою армию на зимних квартирах. Хотя ему удалось очистить от врага большую часть провинции (эпитоматор Ливия пишет даже, что он «отвоевал значительную часть Лузитании с несколькими городами»), в Риме понимали, что война далеко не закончена, а потому было решено в 140 году до н. э. отправить в Дальнюю Испанию одного из консулов. Это назначение получил ещё один брат Максима Сервилиана — Квинт Сервилий Цепион. Но он надолго задержался в Италии из-за проблем с набором нового войска, так что Максим получил время для продолжения войны.
Боевые действия развернулись в Бетурии. Здесь проконсул осадил город Эрисаны, но Вириат ночью прорвался в него, а на следующий день атаковал римлян, занятых осадными работами, и обратил их в бегство. Квинт Фабий выстроил армию для правильного сражения, но снова был разбит, и его воины оказались «на крутизнах», откуда не было возможности спастись. Вириат не захотел уничтожать противника, поскольку понимал, что это только заставило бы Рим сосредоточить в Дальней Испании ещё большие силы; поэтому он предложил проконсулу мир. Была достигнута договорённость, согласно которой римляне вышли из окружения, а взамен Максим Сервилиан признал Вириата «другом и союзником римского народа». Это соглашение вскоре было ратифицировано в Риме. При этом Диодор Сицилийский называет его позорным для Рима.
В том же году (140 до н. э.) Квинт Фабий передал командование в провинции брату, Квинту Сервилию. Последний вскоре добился от сената разрешения на возобновление войны. При этом Луций Анней Флор пишет, что победа Максима Сервилиана «была осквернена» консулом 139 года до н. э. Марком Попиллием Ленатом, «напавшим на Вириата, когда тот был уже сломлен и обдумывал капитуляцию».

### Поздние годы
После испанского наместничества Квинт Фабий отстранился от политики и сосредоточился, как предполагает немецкий исследователь Фридрих Мюнцер, на интеллектуальных занятиях. В частности, Макробий, рассказывая о так называемых «чёрных днях» (следующих за календами, нонами и идами) упоминает некий труд Квинта Фабия по сакральному праву, состоявший как минимум из двенадцати книг:

...Жрец Фабий Максим Сервилиан в двенадцатой книге отрицает, что в чёрный день следует поминать родителей, потому что тогда необходимо также призывать Януса и Юпитера, которых негоже называть по имени в чёрный день.
— Макробий. Сатурналии, I, 16, 25.
Предположительно Квинт Фабий состоял в жреческой коллегии понтификов.

## Потомки
Предположительно сыном Максима Сервилиана был Квинт Фабий Максим Эбурн, консул 116 года до н. э. Валерий Максим, утверждая, будто именно Сервилиан изгнал своего сына, заподозренного в прелюбодеянии, явно спутал его с Эбурном.